# اي - جيرلز
اي-جيرلز (يتم الإشارة الي اسم الفريق ب E- Girls أو e-girls أو Exile Girls) والذي يعرفن بالعربية باسم فتيات المنفي " وهن مجموعة من الفتيات اليابانيات الجماعيات اللائي وقعن على علامة تجارية لصالح شركة Rhythm Zone اليابانية، ويديرهن شركة LDH وAvex Trax . اعتبارًا من 2017، تكونت الفرقة من 11 عضوة ومنهن 8 تتميز بجميع الأعضاء الحاليين من مجموعات السعادة والزهرة. بالإضافة إلى ذلك، تم الكشف عن ثلاثة أعضاء أصليين في اليابان وتمت إضافتهم كجزء من المجموعة. تم إنشاء فرقة E-girls الغنائية لأول مرة في عام 2011 من خلال "الاحتفال" الفردي، الذي تم إنشاؤه كعمل كفرقة لفريق المنفي. بعد سلسلة من التسجيلات والعروض الترويجية، أصدرت فرقة
E-girls الغنائية البومهم الأول تحت عنوان الدرس 1 Lesson 1 بعد عامين من إنشاء الفريق. في عام 2013، نجحت أغنيتهن الفردية بعنوان " Gomennasai no Kissing You " والتي تعني بالعربية «اسفة علي تقبيلك» وحققت نجاح تجاري كبير حيث بيعت أكثر من 100000 نسخة، وقوبل ألبومهن
الرئيسي Colorful Pop الذي اصدر عام (2014)
بمراجعات إيجابية وأداء عالي على Oricon Albums Chart
مع خروج العديد من الأعضاء من المجموعة، أصدرت الفرقة البومها الثالث E.G. Time الذي صدر عام
(2015)، والذي شهد تغيير كبير في موسيقاهم. في نفس العام، أعلنت شركة LDH عن تغييرات في تشكيلة الفريق، مما أدى إلى غياب مع بعض الأعضاء بسبب أغنايهن الفردية " Anniversary !! " و " Dance Dance Dance ". ابتداءً من العام مع ألبوم أغانيهن الأكبر EG Smile: E-girls Best (2016)، أعلنت الفرقة عن موضوعات EG Pop و EG Cool
بالأغاني الفردية " EG Summer Rider " و " Pink Champagne " و " Go! Go! Let's Go ! تم إصدار ألبومهن الرابع، EG Crazy ، في عام 2017
ابتداءً منذ ان اصبحن ذو شعبية كبيرة ومحبوبات في اليابان، بدئن في اداء مجموعة متنوعة من الاغاني ذات
الثقافات المختلفة مع تقدم حياتهن المهنية، وأصبحن واحدة من أبرز المجموعات النسائية في الموسيقى اليابانية. بالإضافة إلى ذلك، بدأ أسلوبهن الموسيقي، الذي بدأ كموسيقى جي -بوب وموسيقى رقص ناعمة، بالتوسع مع إصدار الألبومات التالية. منذ ظهورهن لأول مرة، تم تشكيل ثلاث وحدات فرعية من قبل أعضاء مختارين من E-girls ، واستكشاف الموسيقى والموضة.
كما أنهن واحدة من منافسي فريق AKB48 قبل Nogizaka46. غالبًا ما يطلق على المجموعات الثلاث اسم «الثلاثة الكبار» لأن المجموعة الثلاث من المجموعة سيطرت على اليابان وتتصدر الرسم البياني بمليون نسخة مبيعات. هم المجموعات العليا الحالية التالية المجموعات الشقيقة من AKB48 و Nogizaka46.

## التاريخ

### 2010-2012: لأول مرة والإصدارات الفردية
في عام 2011، عقدت فرقة الفتيان اليابانيين Exile حدثًا على مستوى الوطن للفنانات الشابات. في الأصل، كان الحدث هو العثور على أعضاء في مجموعة الرقص المسماة فلاور، والتي أجرتها شركة LDH وتضمنت بالفعل أربعة أعضاء، لكنهم قرروا أيضًا تحديد مجال جديد للرقص وفرقة مغنيات بعنوان Bunny. بعد التوقيع مع الراقصين نوزومي باندو وهارومي ساتو وثلاثة من المطربات وهم رينا واشيو وكيوكا إيتشيكي وتشيهارو موتو و Exile's Hiro - المنتج والمدير التنفيذي لشركة LDH - أعلنوا عن اسم الفريق Girls Entertainment Project والذي يعني بالعربية «مشروع البنات الترفيهي»، الذي تم تغييره لاحقًا إلى E-Girls ؛ وأكد أنه سيتكون من جميع أعضاء فريق هابينيس وفلاور ودريم
. لم يتم تكوين فريق Bunny الذي كان في الأصل كجزء من E-Girls ، وكان لأول مرة بشكل منفصل في عام 2013، لكنهن لم تنفذن اي أنشطة. بعد تشكيل الفريق تألف فريق اي جيرلز من 21 عضوًا. في 28 ديسمبر 2011، قدمت المجموعة عرضها الأول «الاحتفال»، والذي بلغ ذروته داخل المراكز العشرة الأولى على Oricon Albums Chart. أصبحت ساياكا ياماموتو أول عضوة في E-girls تغادر المجموعة، وبعد ذلك فرقتها Dream ؛ بدأ عرضهن في مارس 2012.
في عام 2012، أصدروا أغنيتهم الثانية التي كانت بعنوان "One Two Three" في أبريل 2012 والذي حققت أداءها معتدلًا على الرسوم البيانية عن اغنيتهم السابقة. إصدار الاغنية تضمن إضافة عضوتين جديدتين إلى الفرقة وهن رينا كيزو وآنا سودا، وكلاهما قادم من فرقة EGD (EXPG Girls Dancers)، وهي مجموعة رقص تم تشكيلها في أكاديمية Exile Professional Gym. قبل إعداد للاغنية التالية التي كانت بعنوان "Follow Me"، اضطرت عضوة فريق هابينيس مايو سوجيدا للتوقف لفترة في أغسطس للخضوع للعلاج الطبي بعد تشخيص إصابتها بـ " بداء التقبيل". علاوة على ذلك، أضافت شركة LDH عددًا أكبر من الأعضاء إلى الفرقة، بما في ذلك الفتيات من مجموعة باني التي لم تبدا بعد مع الفرقة وراقصات EGD. ليصبح مجموع أعضاء E-girls 31 عضوة، بالإضافة الي ساياكا ياماموتو عضوة فريق دريم وميمو هيكيو عضوة فريق هابينيس وسوجيدا المتوقفة لفترة بعد هذا، أعلنت LDH عن لوائح جديدة لجعل كل عضوة تتدرب على كل إصدار تالٍ لإظهارها في التشكيلة؛ على سبيل المثال، ظهر فقط 16 من 31 عضوًا في أغنية "Follow Me". التي تم إصدارها في أكتوبر 2012، وحققت نجاحًا تجاريًا في اليابان، حيث تم بيع حوالي 500000 نسخة. لم يمض وقت طويل وغادرت عضوة هابينيس ميمو هيكيو المجموعة في أكتوبر من نفس العام.

### 2013: إصدار الالبوم الأولLesson 1وصعود شعبية الفريق
في أوائل عام 2013، غادر ثلاثة أعضاء من باني E-Girls. بالإضافة إلى ذلك، انضمت عضوة فريق EGD وهي روري كاواموتو وفنانة الأداء الأصلي موموكا ناكاجيما انضمت الي الفرقة وظهرن لأول مرة في أغنية "The Never Ending Story"، التي قام اسم الفرقة بنقلها إلى E-girls. ولقد حققت نجاحًا تجاريًا فاق المتوقع، حيث وصلت إلى المركز الثاني على Oricon chart وأصبحت أول أغنية تشمل جميع الأعضاء الـ 29. حققت الأغنية التالية التي كانت تحت اسم "Candy Smile" أداءً معتدلًا على الرسوم البيانية ولكنها حصلت على شهادة ذهبية من رابطة صناعة التسجيلات في اليابان (RIAJ). بالإضافة إلى ذلك، تمت ترقية روري كاواموتو كمطربة وغنت اغنيتها الاولي مع الفرقة "Love Letter" من الجانب B ، مما يجعلها أول عضو في الفرقة تغير مناصبها. في 17 أبريل 2013، عززت الفتيات البومهن الأول في تحت اسم Lesson 1 الذي باع العديد من النسخ، حيث منذ ظهوره لأول مرة في المرتبة الأولى ورسم أكثر من 70 أسبوعًا غير متتالي. كان هذا هو الالبوم الأول منذ ظهور الفريق في 2011 وكان هذا الالبوم الاخير الذي تشارك فيه النجمة رينا كيزو عضوة فريق EGD والتي غادرت الفرقة بعد بضعة أشهر منذ إصدار الالبوم بسبب انتهاء عقدها وحلت محلها رسميًا موموكا ناكاجيما المنضمة للفرقة حديثاً.

### 2014-2015: الأنشطة الفردية البومColorful Pop والبومE.G. Time,، التغييرات في الفريق ومزيد من العمل
في أوائل عام 2014، تم تعيين عضوة فريق دريم ايا تاكاموتو كقائدة فريق الاي -جيرلز. بعد ذلك، بدت كل عضوة في الفرقة تغني بشكل منفصلة عن المجموعة و 10 من أعضاء الفرقة: وهن شيزوكا وكايد وكارين فوجي وآنا سودا وشوكا فوجي ونوزومي باندو وهارومي ساتو وكيوكا تاكيدا وآنا إيشي ونونوكا ياماغوتشي، قامت كل منهن بدور البطولة في احدي الحلقات من الدراما اليابانية A Perfect Letters L Love [بحاجة لمصدر] وكانت هذه هي البداية الافتتاحية للعرض الفردي للفرقة "Diamond Only"، الذي حقق نجاحًا كبيراً فاق توقعات Oricon Singles Chart. على الرغم من وجود الاتفاقات التجارية السابقة، فقد جلبت الفتيات المزيد من الاتفاقات التجارية على منتجات الأزياء واسلوب العيش. تم إصدار الألبوم الأخير كأغنية فردية في ألبوم Colorful Pop، والذي تم إصداره في 19 مارس 2014 وحقق هذا الالبوم الأخير نجاحًا وأصبح ثاني ألبوم لهن على التوالي في المرتبة الأولى. من أجل تعزيز الالبوم، بدأت E-girls جولتهن الوطنية الأولى في الفترة بين يوليو وأغسطس، بعنوان "Colorful Land".

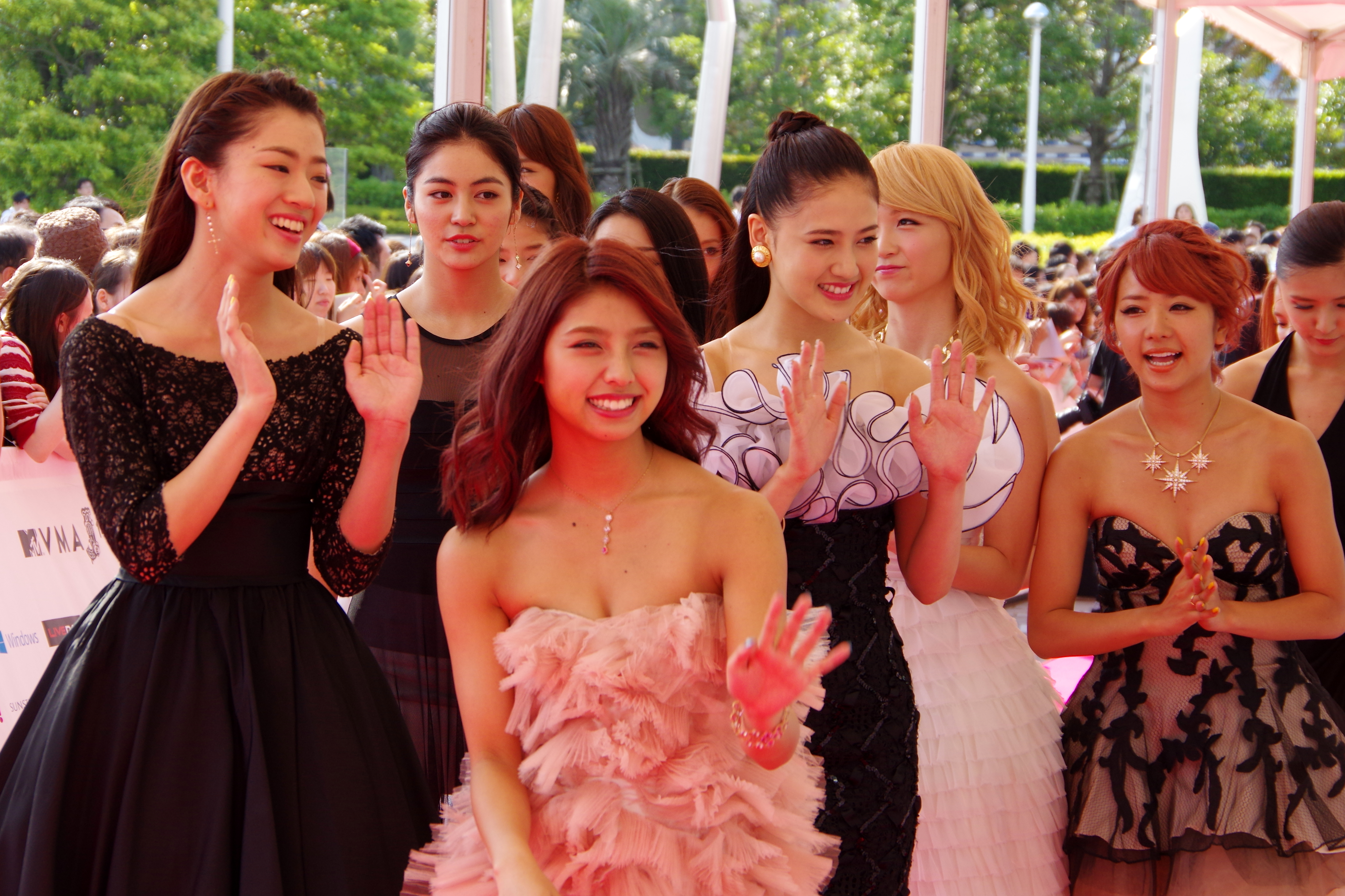
فريق اي -جيرلز في حفل توزيع جوائز MTV Video Music Awards لعام 2014

### 2016 إلى الوقت الحاضر:EG Smile: E-girls Best،EG Crazyوخط التحدي
بدء عام 2016 وأصدرت فرقة E-girls ألبومهن التجميعي الأكثر شهرة EG Smile: E-girls Best في 10 فبراير 2016. يتكون الألبوم من جميع أغانيهم الفردية حتى "Dance With Me Now!"، بالإضافة الي أغنية بعنوان "Shukko Sa! (Sail Out For Someone)". أصبح الالبوم الذي تم إصداره بتنسيقات مختلفة، أفضل ألبوم مبيعًا لهن، حيث تم بيع أكثر من ربع مليون نسخة وتم اعتماده من قبل رابطة صناعة التسجيلات في اليابان RIAJ. للاحتفال بإصداره، شاركت الفرقة في جولتهن الوطنية الثالثة بعنوان "EG Smile". خلال جولة الحفل الموسيقي، أصدرت الفرقة العديد من الإعلانات المتعلقة بأنشطة المجموعات الفرعية؛ استوديو هابينيس الثاني والجولات القادمة لكل من فلاور وهابينيس. هذه هي المرة الأولى التي تقوم بها الفرق المستقلة فلاور وهابينيس بالقيام بحفلات موسيقية. بالإضافة إلى ذلك، أكدت شركة LDH لأول مرة في المشروع الجانبي للفرقة تحت عنوان ShuuKaRen ، والذي تكون من الأختين كارين وشوكا فوجي.

## الفنية

### الموسيقى والأناقة

#### رقصات سيفوكو
كجزء من الأغاني الفردية للمجموعة، تقوم بقية الأعضاء رقصات سيفوكو (制服ダンス التي تعني بالعربية رقصات موحدة) بإجراء جزء إضافي من مقطع الفيديو الموسيقي الذي. ترتبط هذه المقاطع الصغيرة بسطر القصة الخاص بمقاطع الفيديو الموسيقية الأصلي - والتي يتم وضعها بانتظام في بداية الصورة المرئية - وتركز بشكل عام على أنماط الرقص المختلفة من قِبل فنانات الأداء والتركيب الموسيقي المصاحب لها.
على الرغم من ذلك، ظهرت بعض كالمغنيات، مثل ايري ابي ومايو سوجيدا وكارين فوجي وكيوكا ايتشيكي ويوزونا تاكابي وروري كاواموتو وتشيهيرو موتو في صور مختارة.  تم تكييف بعض المقطوعات الموسيقية من رقصة سيفوكو في تسجيلات كاملة الطول على سبيل المثال
تم استخدام رقصة "Kurukuru" في مقطع "(Move It! Dream & E-girls Time)" 
" تم أخذ عينات من رقصات Odoru Ponpokorin في أغنية E-girls "Boom Boom Christmas" 
وتم وضع مقاطع من رقصة "Mr. Snowman" في أغنيتهن
"(Express (Do Your Dance ".
يتم تقييم كل عضوة بشكل تنفيذي من خلال تغيير التشكيلة، مما يعني أن الأعضاء المختارين هم فقط المميزون في رقصة الموحدة المعنية. [العلوي ألفا 1] تم تضمين كل رقصة في إصدارات DVD / Blu-ray من ألبومهم EG Smile: E-girls Best .

### استقبال
في أوائل عام 2014، شملت مجلة انان المراهقة التي تستكشف عمومًا ثقافات الشباب المختلفة مثل ثقافة معشوق الجماهير والكاواي، احتلت الفرقة مكان خاص من بين العديد من مجموعات المعشوقة في إصدار فبراير الخاص. في عام 2015، أصدرت مجلة Nikkei Entertainment أفضل فرقها السنوية للفتيات، وتم تصنيف E-girls في المرتبة 4 بحصولهن على 18.4٪ من الأصوات. وفقًا للقائمة، فإن أكثر من نصف المشاركات كانت محبوبات الجمهاهير ستة اغاني لفرقة AKB48. في نهاية عام 2016، أجرت مجلة Oricon تصنيفًا للفنانات وألبومهن EG Smile: أصبحن E-girls Best أول إصدار لهن لدخول قائمة أفضل 20 مبيعًا (تم تصنيفهن في المرتبة 11)، واحتلت الفرقة المرتبة التاسعة في قائمة أعلى الأرباح للفرق أو الشركات اليابانية حيث وصلت ارباحهن إلى 1.75 مليار ين ياباني (أي ما يعادل تقريبًا 15.57 مليون دولار أمريكي).

## مشاريع جانبية
بصرف النظر عن مجموعاتهن الثلاثة هابينيس ودريم وفلاور
أنشأت E-girls وشركة LDH ثلاثة مشاريع جانبية. أول مجموعة فرعية من E-girls هي ShuuKaRen ، والتي تتكون من الأخوات كارين فوجي من هابينيس وشوكا فوجي من فلاور. هذا هو أول إصدار موسيقي للأختين معاً، بعد توزيع كتاب طاولة القهوة Antithese لأول مرة، الذي حقق نجاحًا كبيرًا وباع أكثر من 100000 نسخة في اليابان. صورت شركة LDH فريق ShuuKaRenعلى أنهن «مغنيتين» تغنيا موسيقى «قائمة على موسيقي البلاك». تم إطلاق أغنيتهن " Universe " لأول مرة في 5 أكتوبر 2016، وتضمنت غناء شوكا هذه هي المرة الأولى التي تقدم فيها شوكا غناء بعيد عن فرقتها وهي أول عضوة عامة في المجموعة بعد
روري كاواموتو التي يتم ترقيتها كمطربة للفريق.

## أفراد

### هابينيس
| اسم العضوة                  | تاريخ الميلاد (العمر) | دور العضوة                     |                               |                |     |
| --------------------------- | --------------------- | ------------------------------ | ----------------------------- | -------------- | --- |
| اسم العضوة                  | تاريخ الميلاد (العمر) | دور العضوة                     | ساياكا ناجاتومو (長友 さやか) | 20 سبتمبر 1995 | مؤد |
| كايد دوباشي (土橋 楓)       | 11 يناير 1996         | مؤد                            |                               |                |     |
| كارين فوجي (藤井 夏恋)      | 16 يوليو 1996         | المطرب والأداء                 |                               |                |     |
| يورينو سوزوكي (鈴木 結莉乃) | 6 فبراير 1996         | المطرب والأداء                 |                               |                |     |
| أنَا سودا (須田 アンナ)      | 12 أكتوبر 1997        | المطرب والأداء [العلوي ألفا 2] |                               |                |     |

### فلاور
| اسم العضوة              | تاريخ الميلاد (العمر) | دور العضوة |                        |               |        |
| ----------------------- | --------------------- | ---------- | ---------------------- | ------------- | ------ |
| اسم العضوة              | تاريخ الميلاد (العمر) | دور العضوة | رينا واشيو (鷲尾 伶菜) | 20 يناير 1994 | المنشد |
| نوزومي باندو (坂東 希)  | 14 سبتمبر 1997        | مؤد        |                        |               |        |
| هارومي ساتو (佐藤 晴美) | 8 يونيو 1995          | مؤد        |                        |               |        |

### اي -جيرلز الاصليات
| اسم العضوة                     | تاريخ الميلاد (العمر) | دور العضوة     |                      |               |     |
| ------------------------------ | --------------------- | -------------- | -------------------- | ------------- | --- |
| اسم العضوة                     | تاريخ الميلاد (العمر) | دور العضوة     | آنا إيشي (石井 杏奈) | 11 يوليو 1998 | مؤد |
| نونوكا ياماجوتشي (山口 乃々華) | 8 مارس 1998           | مؤد            |                      |               |     |
| يوزونا تاكابي (武部柚那)       | 17 يونيو 1998         | المطرب والأداء |                      |               |     |

### الأعضاء السابقات
| اسم العضوة                    | عضوة فرقة         | سنوات العمل مع الفريق         | دور العضوة                              |                               |      |      |                        |
| ----------------------------- | ----------------- | ----------------------------- | --------------------------------------- | ----------------------------- | ---- | ---- | ---------------------- |
| اسم العضوة                    | عضوة فرقة         | سنوات العمل مع الفريق         | دور العضوة                              | ساياكا ياماموتو (山本 紗也加) | دريم | 2011 | Vocalist and performer |
| ميمو هويكي (日置 美夢)        | هابينيس           | 2011                          | Performer                               |                               |      |      |                        |
| رونا ياماموتو (山本 月)       | Bunny             | 2012                          | Performer                               |                               |      |      |                        |
| ميرا فاتَس (ヴァッツ 美良)     | Bunny             | 2011–2012                     | Performer                               |                               |      |      |                        |
| ميزوكي هاناياما (花山水樹)    | Bunny             | 2011–2012                     | Performer                               |                               |      |      |                        |
| ميَو اويشي (大石 美優)         | Bunny             | 2011–2012                     | Performer                               |                               |      |      |                        |
| رينا كيزو (木津 玲奈)         | EGD               | 2012–2013                     | Performer                               |                               |      |      |                        |
| ايرينا ميزونو (水野 絵梨奈)   | فلاور             | 2011–2013                     | Performer                               |                               |      |      |                        |
| مايو سويجيدا (杉枝 真結)      | هابينيس           | 2011–2012 (hiatus), 2013–2014 | Vocalist and performer                  |                               |      |      |                        |
| كيوكا تاكيدا (武田 杏香)      | Bunny             | 2012–2014                     | Performer                               |                               |      |      |                        |
| تشيهارو موتو (武藤 千春)      | فلاور             | 2011–2014                     | Vocalist and performer                  |                               |      |      |                        |
| كيوكا ايتشيكي (市來 杏香)     | فلاور             | 2011–2015                     | Vocalist and performer                  |                               |      |      |                        |
| ريو اناجاكي (稲垣 莉生)       | E-girls / Bunnies | 2011–2016                     | Performer                               |                               |      |      |                        |
| موموكا ناكاجيما (中嶋 桃花)   | E-girls / Bunnies | 2013–2016[upper-alpha 4]      | Performer                               |                               |      |      |                        |
| ميساتو هاجيو (萩尾 美聖)      | E-girls / Rabbits | 2011–2016[upper-alpha 4]      | Performer                               |                               |      |      |                        |
| مارينا واتانابي (渡邉 真梨奈) | E-girls / Rabbits | 2013–2016[upper-alpha 4]      | Performer                               |                               |      |      |                        |
| ريزا ايكوتا (生田梨沙)        | E-girls / Rabbits | 2013–2016[upper-alpha 4]      | Performer                               |                               |      |      |                        |
| ايري ابي (阿部絵里恵)         | دريم              | 2011–2016                     | Vocalist, performer, disc jockey        |                               |      |      |                        |
| شيزوكا نيشيدا (西田 静香)     | دريم              | 2011–2017                     | Vocalist and performer                  |                               |      |      |                        |
| ايا تاكاموتو (高本 彩)        | دريم              | 2011–2017                     | Vocalist, performer and E-girls leader  |                               |      |      |                        |
| ايمي ناكاشيما (中島 麻未)     | دريم              | 2011–2017                     | Vocalist and performer and Dream leader |                               |      |      |                        |
| ميو اريسو (有磯 実結)         | هابينيس           | 2011–2017                     | Performer                               |                               |      |      |                        |
| روري كاواموتو (川本 璃)       | هابينيس           | 2011–2017                     | Vocalist and performer                  |                               |      |      |                        |
| شوَكا فوجي (藤井 萩花)         | فلاور             | 2011–2017                     | Vocalist and performer[upper-alpha 2]   |                               |      |      |                        |
| مانامي شيجيتومي (重留 真波)   | فلاور             | 2011–2017                     | Performer                               |                               |      |      |                        |
| ميو ناكاجيما (中島美央)       | فلاور             | 2011–2017                     | Performer                               |                               |      |      |                        |

## ديسكغرفي
| الالبومات الاستديو - Lesson 1 ‏ اصدر عام (2013) - 'Colorful Pop اصدر عام (2014) - E.G. Time اصدر عام (2015) - E.G. Crazy اصدر عام (2017) - E.G. 11 اصدر عام (2018) الالبومات الفردية - E.G. Smile: E-girls Best اصدر عام (2016) | الاغاني الفردية - "Follow Me" - "Candy Smile" - "Gomennasai no Kissing You" - "E.G. Anthem: We Are Venus" - "Highschool Love" - "Mr. Snowman" - "Anniversary!!" - "Pink Champagne ‏" |

## روابط خارجية
- اي-جيرلز على موقع IMDb (الإنجليزية)
- اي-جيرلز على موقع ميوزك برينز (الإنجليزية)
- اي-جيرلز على موقع أول ميوزيك (الإنجليزية)
- اي-جيرلز على موقع ديسكوغز (الإنجليزية)
- الموقع الرسمي علي موقع شركة LDH